# Rajd Rzeszowski 2024
33. MARMA Rajd Rzeszowski 2024 – 33. edycja Rajdu Rzeszowskiego. To rajd samochodowy, który był rozgrywany od 8 do 10 sierpnia 2024 roku. Bazą rajdu było miasto Rzeszów. Była to piąta runda Rajdowych samochodowych mistrzostw Polski w roku 2024 i piąta runda Rajdowych mistrzostwa Słowacji w roku 2024.

## Lista zgłoszeń[1]
Poniższa lista spośród 40 zgłoszonych zawodników obejmuje tylko zawodników startujących w najwyższej klasie 2, samochodami grupy R5 i wybranych zawodników startujących w klasie CEZ2.
| Nr | Kierowca            | Pilot             | Samochód               | Klasa    | Seria            |
| -- | ------------------- | ----------------- | ---------------------- | -------- | ---------------- |
| 1  | Grzegorz Grzyb      | Adam Binięda      | Škoda Fabia Rally2 evo | RC2, 2   | Poland, Slovakia |
| 2  | Jaroslav Melichárek | Erik Melichárek   | Ford Fiesta RS WRC     | CEZ2, 11 | Slovakia         |
| 3  | Jarosław Szeja      | Marcin Szeja      | Škoda Fabia Rally2 evo | RC2, 2   | Poland           |
| 4  | Jakub Matulka       | Daniel Dymurski   | Škoda Fabia Rally2 evo | RC2, 2   | Poland           |
| 5  | Łukasz Byśkiniewicz | Daniel Siatkowski | Škoda Fabia Rally2 evo | RC2, 2   | Poland           |
| 6  | Jarosław Kołtun     | Ireneusz Pleskot  | Škoda Fabia RS Rally2  | RC2, 2   | Poland           |
| 8  | Zbigniew Gabryś     | Damian Syty       | Škoda Fabia RS Rally2  | RC2, 2   | Poland, Slovakia |
| 9  | Robert Kolčák       | Emil Horniaček    | Škoda Fabia RS Rally2  | RC2, 2   | Slovakia         |
| 10 | Jakub Ulanowski     | Rafał Fiołek      | Hyundai i20 R5         | RC2, 2   | Poland           |
| 11 | Rafał Kwiatkowski   | Kamil Kozdroń     | Škoda Fabia Rally2 evo | RC2, 2   |                  |

## Zwycięzcy odcinków specjalnych[2]
| Dzień       | Numer odcinka | Nazwa odcinka           | Długość  | Zwycięzca odcinka                  | Samochód               | Czas    | Lider rajdu    |
| ----------- | ------------- | ----------------------- | -------- | ---------------------------------- | ---------------------- | ------- | -------------- |
| 9 sierpnia  | OS1           | Blizianka 1             | 9.40 km  | Jarosław Szeja                     | Škoda Fabia Rally2 evo | 5:05.7  | Jarosław Szeja |
| 9 sierpnia  | OS2           | Lubenia 1               | 24.55 km | Jarosław Szeja                     | Škoda Fabia Rally2 evo | 14:02.8 | Jarosław Szeja |
| 9 sierpnia  | OS3           | Blizianka 2             | 9.40 km  | Jarosław Szeja                     | Škoda Fabia Rally2 evo | 4:55.9  | Jarosław Szeja |
| 9 sierpnia  | OS4           | Lubenia 2               | 24.55 km | Jarosław Szeja Grzegorz Grzyb      | Škoda Fabia Rally2 evo | 13:53.8 | Jarosław Szeja |
| 9 sierpnia  | OS5           | Rzeszów                 | 2.30 km  | Grzegorz Grzyb Łukasz Byśkiniewicz | Škoda Fabia Rally2 evo | 1:50.1  | Jarosław Szeja |
| 10 sierpnia | OS6           | Różanka 1               | 11.60 km | Jakub Matulka                      | Škoda Fabia Rally2 evo | 6:18.2  | Jarosław Szeja |
| 10 sierpnia | OS7           | Brzostek 1              | 8.85 km  | Grzegorz Grzyb                     | Škoda Fabia Rally2 evo | 5:26.3  | Jarosław Szeja |
| 10 sierpnia | OS8           | Kołaczyce 1             | 19.95 km | Jakub Matulka                      | Škoda Fabia Rally2 evo | 12:00.2 | Jarosław Szeja |
| 10 sierpnia | OS9           | Różanka 2               | 11.60 km | Jarosław Kołtun                    | Škoda Fabia RS Rally2  | 6:15.9  | Jarosław Szeja |
| 10 sierpnia | OS10          | Brzostek 2              | 8.85 km  | Jarosław Kołtun                    | Škoda Fabia RS Rally2  | 5:23.8  | Jarosław Szeja |
| 10 sierpnia | OS11          | Kołaczyce 2 Power Stage | 19.95 km | Jarosław Kołtun                    | Škoda Fabia RS Rally2  | 11:44.8 | Jarosław Szeja |

### Power Stage w RSMP – OS11[3]
| Miejsce | Kierowcast          | Pilot             | Samochód               | Czas/strata | Punkty |
| ------- | ------------------- | ----------------- | ---------------------- | ----------- | ------ |
| 1       | Jarosław Kołtun     | Ireneusz Pleskot  | Škoda Fabia RS Rally2  | 11:44.8     | 5      |
| 2       | Zbigniew Gabryś     | Damian Syty       | Škoda Fabia RS Rally2  | +7.4        | 4      |
| 3       | Jakub Matulka       | Daniel Dymurski   | Škoda Fabia Rally2 evo | +7.8        | 3      |
| 4       | Łukasz Byśkiniewicz | Daniel Siatkowski | Škoda Fabia Rally2 evo | +10.4       | 2      |
| 5       | Jarosław Szeja      | Marcin Szeja      | Škoda Fabia Rally2 evo | +12.5       | 1      |

## Wyniki końcowe rajdu
| Miejsce                | Kierowca               | Pilot                  | Samochód                 | Czas                   | Strata                 | Grupa Klasa            | Punkty                 |
| Klasyfikacja generalna | Klasyfikacja generalna | Klasyfikacja generalna | Klasyfikacja generalna   | Klasyfikacja generalna | Klasyfikacja generalna | Klasyfikacja generalna | Klasyfikacja generalna |
| ---------------------- | ---------------------- | ---------------------- | ------------------------ | ---------------------- | ---------------------- | ---------------------- | ---------------------- |
| 1                      | Jarosław Szeja         | Marcin Szeja           | Škoda Fabia Rally2 evo   | 1:27:35.1              | -                      | 2                      |                        |
| 2                      | Łukasz Byśkiniewicz    | Daniel Siatkowski      | Škoda Fabia Rally2 evo   | 1:27:53.7              | +18.6                  | 2                      |                        |
| 3                      | Jakub Matulka          | Daniel Dymurski        | Škoda Fabia Rally2 evo   | 1:27:53.8              | +18.7                  | 2                      |                        |
| 4                      | Zbigniew Gabryś        | Damian Syty            | Škoda Fabia RS Rally2    | 1:28:09.4              | +34.3                  | 2                      |                        |
| 5                      | Jarosław Kołtun        | Ireneusz Pleskot       | Škoda Fabia RS Rally2    | 1:29:05.0              | +1:29.9                | 2                      |                        |
| 6                      | Jaroslav Melichárek    | Erik Melichárek        | Ford Fiesta RS WRC       | 1:30:15.0              | +2:39.9                | 11                     |                        |
| 7                      | Hubert Kowalczyk       | Jarosław Hryniuk       | Renault Clio Rally3      | 1:33:20.3              | +5:45.2                | 3                      |                        |
| 8                      | Martin Kysucký         | Peter Buschbacher      | Peugeot 208 Rally4       | 1:34:04.2              | +6:29.1                | 5                      |                        |
| 9                      | Hubert Laskowski       | Michał Kuśnierz        | Ford Fiesta Rally4       | 1:34:13.8              | +6:38.7                | 4,6                    |                        |
| 10                     | Patryk Grodzki         | Jacek Spentany         | Peugeot 208 Rally4       | 1:35:25.1              | +7:50.0                | 4                      |                        |
| Klasyfikacja RSMP      |                        |                        |                          |                        |                        |                        |                        |
| 1                      | Jarosław Szeja         | Marcin Szeja           | Škoda Fabia Rally2 evo   | 1:27:35.1              | -                      | 2                      | 30+1                   |
| 2                      | Łukasz Byśkiniewicz    | Daniel Siatkowski      | Škoda Fabia Rally2 evo   | 1:27:53.7              | +18.6                  | 2                      | 24+2                   |
| 3                      | Jakub Matulka          | Daniel Dymurski        | Škoda Fabia Rally2 evo   | 1:27:53.8              | +18.7                  | 2                      | 21+3                   |
| 4                      | Zbigniew Gabryś        | Damian Syty            | Škoda Fabia RS Rally2    | 1:28:09.4              | +34.3                  | 2                      | 19+4                   |
| 5                      | Jarosław Kołtun        | Ireneusz Pleskot       | Škoda Fabia RS Rally2    | 1:29:05.0              | +1:29.9                | 2                      | 17+5                   |
| 6                      | Hubert Kowalczyk       | Jarosław Hryniuk       | Renault Clio Rally3      | 1:33:20.3              | +5:45.2                | 3                      | 15                     |
| 7                      | Hubert Laskowski       | Michał Kuśnierz        | Ford Fiesta Rally4       | 1:34:13.8              | +6:38.7                | 4,6                    | 13                     |
| 8                      | Patryk Grodzki         | Jacek Spentany         | Peugeot 208 Rally4       | 1:35:25.1              | +7:50.0                | 4                      | 11                     |
| 9                      | Michał Chorbiński      | Patryk Kielar          | Peugeot 208 Rally4       | 1:35:47.9              | +8:12.8                | 4                      | 9                      |
| 10                     | Błażej Gazda           | Maciej Mikuliszyn      | Renault Clio Rally4      | 1:37:49.6              | +10:14.5               | 4                      | 7                      |
| 11                     | Sebastian Butyński     | Paweł Pochroń          | Renault Clio Rally4      | 1:40:05.5              | +12:30.4               | 4                      | 5                      |
| 12                     | Adam Rachfał           | Sławomir Leja          | Peugeot 208 R2           | 1:40:23.9              | +12:48.8               | 4R2                    | 4                      |
| 13                     | Bartosz Pawarski       | Kamil Kuklewski        | Mitsubishi Lancer Evo IX | 1:41:26.8              | +13:51.7               | NAT2                   | 3                      |
| 14                     | Piotr Piesko           | Mateusz Kacprzak       | Peugeot 208 R2           | 1:43:17.3              | +15:42.2               | 4R2                    | 2                      |
| 15                     | Tomasz Król            | Patryk Olejniczak      | Ford Fiesta Rally3       | 1:45:06.0              | +17:30.9               | 3                      | 1                      |

## Klasyfikacja kierowców RSMP 2024 po 5. rundach
Punkty otrzymuje 15 pierwszych zawodników, którzy ukończą rajd według klucza:
| Miejsce | 1  | 2  | 3  | 4  | 5  | 6  | 7  | 8  | 9 | 10 | 11 | 12 | 13 | 14 | 15 |
| Punkty  | 30 | 24 | 21 | 19 | 17 | 15 | 13 | 11 | 9 | 7  | 5  | 4  | 3  | 2  | 1  |

Dodatkowe punkty zawodnicy zdobywają za ostatni odcinek specjalny zwany Power Stage, punktowany: za zwycięstwo – 5, drugie miejsce – 4, trzecie – 3, czwarte – 2 i piąte – 1 punkt.
| Miejsce | 1 | 2 | 3 | 4 | 5 |
| Punkty  | 5 | 4 | 3 | 2 | 1 |

W tabeli uwzględniono miejsce, które zajął zawodnik w poszczególnym rajdzie, a w indeksie górnym umieszczono miejsce zajęte na ostatnim, dodatkowo punktowanym odcinku specjalnym tzw. Power Stage.
| Poz. | Kierowca            | Świdnicki | Nadwiślański | Małopolski | Koszyc | Rzeszowski | Wisły | Śląska | Suma punktów |
| ---- | ------------------- | --------- | ------------ | ---------- | ------ | ---------- | ----- | ------ | ------------ |
| 1    | Jarosław Szeja      | 42        | 3            | 14         | 35     | 15         |       |        | 132          |
| 2    | Grzegorz Grzyb      | 23        | 12           | 2          | 51     | NU         |       |        | 111          |
| 3    | Jakub Matulka       | 34        | 21           | 221        | 12     | 3          |       |        | 111          |
| 4    | Zbigniew Gabryś     | 65        | 5            | 43         | 23     | 42         |       |        | 106          |
| 5    | Łukasz Byśkiniewicz | 5         | 10           | 5          | 4      | 24         |       |        | 88           |
| 6    | Jarosław Kołtun     |           | 6            | 31         |        | 51         |       |        | 63           |
| 7    | Hubert Kowalczyk    | 10        | 8            | 7          | NU     | 6          |       |        | 46           |
| 8    | Jacek Sobczak       | 7         | 7            | 6          |        | NU         |       |        | 41           |
| 9    | Hubert Laskowski    | 12        | 11           | 8          | 13     | 7          |       |        | 36           |
| 10   | Mikołaj Marczyk     | 1         |              |            |        |            |       |        | 35           |
| 11   | Łukasz Kotarba      | 8         | 4            | NU         |        |            |       |        | 32           |
| 12   | Michał Chorbiński   | 13        | 12           | 9          |        | 9          |       |        | 25           |
| 13   | Błażej Gazda        | 15        | 15           | 14         | 8      | 10         |       |        | 22           |
| 14   | Sebastian Butyński  |           | 17           | NU         | 7      | 11         |       |        | 18           |
| 15   | Szymon Talik        | 16        | NU           | 17         | 6      | NU         |       |        | 15           |
| 16   | Patryk Grodzki      | 14        | 14           | NU         |        | 8          |       |        | 15           |
| 17   | Adam Rachfał        | 18        |              | 15         | 10     | 12         |       |        | 12           |
| 18   | Piotr Piesko        | 23        |              | 19         | 9      | 14         |       |        | 11           |
| 19   | Kajetan Świder      |           | 13           | 10         |        |            |       |        | 10           |
| 20   | Jakub Ulanowski     | NU        | 9            |            | NU     | NU         |       |        | 9            |
| 21   | Piotr Krotoszyński  | 9         |              |            |        |            |       |        | 9            |
| 22   | Mateusz Maj         |           | 18           | NU         | 11     | 18         |       |        | 5            |
| 23   | Michał Tochowicz    | 11        |              | NU         | NU     |            |       |        | 5            |
| 24   | Adam Sroka          |           |              | 11         |        |            |       |        | 5            |
| 25   | Jacek Januchta      | 17        | 22           | 24         | 12     | 16         |       |        | 4            |
| 26   | Marcin Kowal        | 21        | 16           | 12         |        | 20         |       |        | 4            |
| 27   | Bartosz Pawarski    | 24        |              |            |        | 13         |       |        | 3            |
| 28   | Marcin Górny        |           |              | 13         |        |            |       |        | 3            |
| 29   | Łukasz Papaj        | 20        | 20           | 20         | 14     | 17         |       |        | 2            |
| 30   | Krzysztof Stańdo    | NU        | 21           | 16         | 15     | NU         |       |        | 1            |
| 31   | Tomasz Król         |           |              |            |        | 15         |       |        | 1            |
| Poz. | Kierowca            | Świdnicki | Nadwiślański | Małopolski | Koszyc | Rzeszowski | Wisły | Śląska | Suma punktów |